# Mikania hioramii
Mikania hioramii là một loài thực vật có hoa trong họ Cúc. Loài này được Britton & B.L.Rob. mô tả khoa học đầu tiên năm 1920.